# Verbesina oreophila
Verbesina oreophila là một loài thực vật có hoa trong họ Cúc. Loài này được Wooton & Standl. miêu tả khoa học đầu tiên năm 1913.